# Göta hovrätt

Herb Göta hovrätt

Organizacja terytorialna sądownictwa w Szwecji z zaznaczonym obszarem właściwości Göta hovrätt

Göta hovrätt – jeden z sześciu szwedzkich sądów (hovrätt) rozstrzygających sprawy w II instancji, powołany w 1634 r. z siedzibą (kansliort) w Jönköping.

## Właściwość
Do podstawowych zadań sądu należy rozpatrywanie apelacji od orzeczeń wydanych przez podległe mu z obszaru właściwości (domkrets) sądy pierwszej instancji (tingsrätt).

## Historia

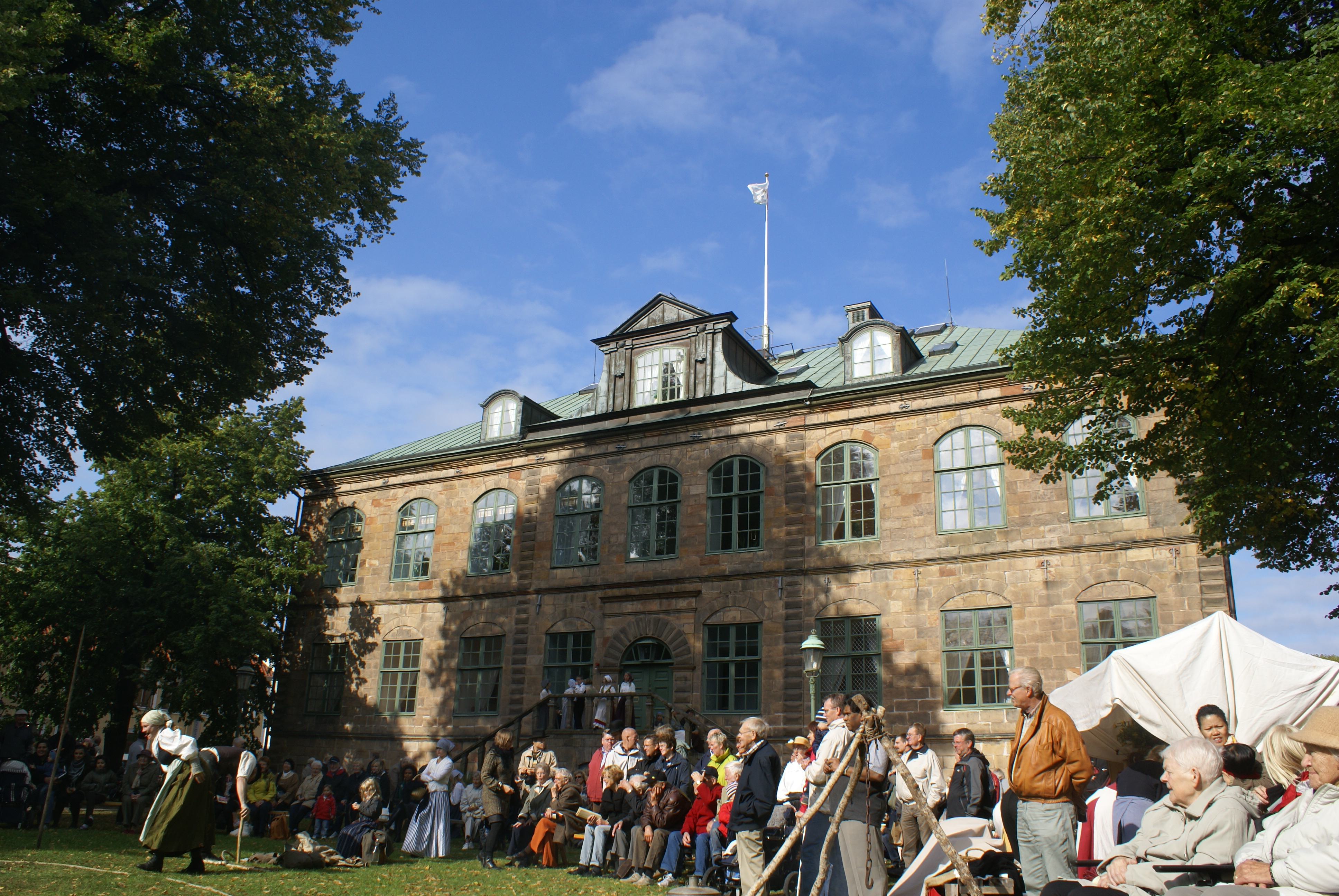
Siedziba Göta hovrätt w Jönköping

Göta hovrätt został ustanowiony 5 listopada 1634 r. z siedzibą w Jönköping. Jest drugim po Svea hovrätt, utworzonym w 1614 r., najstarszym spośród sześciu istniejących sądów apelacyjnych w Szwecji. Obszar początkowej działalności obejmował ówczesny szwedzki Götaland i Värmland. Po 1645 i 1658 r., kiedy do Szwecji przyłączono Skåneland oraz Bohuslän, prowincje te znalazły się pod jurysdykcją Göta hovrätt. Dla jego odciążenia powołano w 1820 r. Hovrätten över Skåne och Blekinge z siedzibą w Kristianstad (od 1917 r. w Malmö). W 1948 r. utworzony z siedzibą w Göteborgu Hovrätten för Västra Sverige przejął Halland, Bohuslän, Värmland i zachodnią część Västergötlandu. W 1992 r. do obszaru apelacji sądu włączono region administracyjny (län) Örebro.
W pierwszych latach działalności sąd tymczasowo zajmował pomieszczenia na niezachowanym do naszych czasów zamku w Jönköping. W 1636 r. podjęto decyzję wzniesienia obecnego budynku Göta hovrätten. Gmach został wykończony w 1665 r., jednak pierwsza sesja sądowa w nowym budynku odbyła się już 27 września 1650 r. Siedziba Göta hovrätt w Jönköping jest najstarszym budynkiem w Szwecji używanym nieprzerwanie przez wymiar sprawiedliwości.

## Obszar właściwości (domkrets)
Od 1992 r. obszar apelacji Göta hovrätt obejmuje regiony administracyjne (län) Jönköping, Kalmar, Kronoberg, Örebro i Östergötland oraz obszar zniesionego w 1997 r. regionu Skaraborg (obecnie część Västra Götaland) wraz z ośmioma podległymi sądami rejonowymi (tingsrätt) i ich obszarami (domsaga).
Sądy rejonowe wchodzące w obszar apelacji Göta hovrätt:
- Eksjö tingsrätt z siedzibą (kansliort) w Eksjö
- Jönköpings tingsrätt w Jönköping
- Kalmar tingsrätt w Kalmarze
- Linköpings tingsrätt w Linköping
- Norrköpings tingsrätt w Norrköping
- Örebro tingsrätt w Örebro
- Skaraborgs tingsrätt w Skövde
- Växjö tingsrätt w Växjö.